# Schloss Stuchow

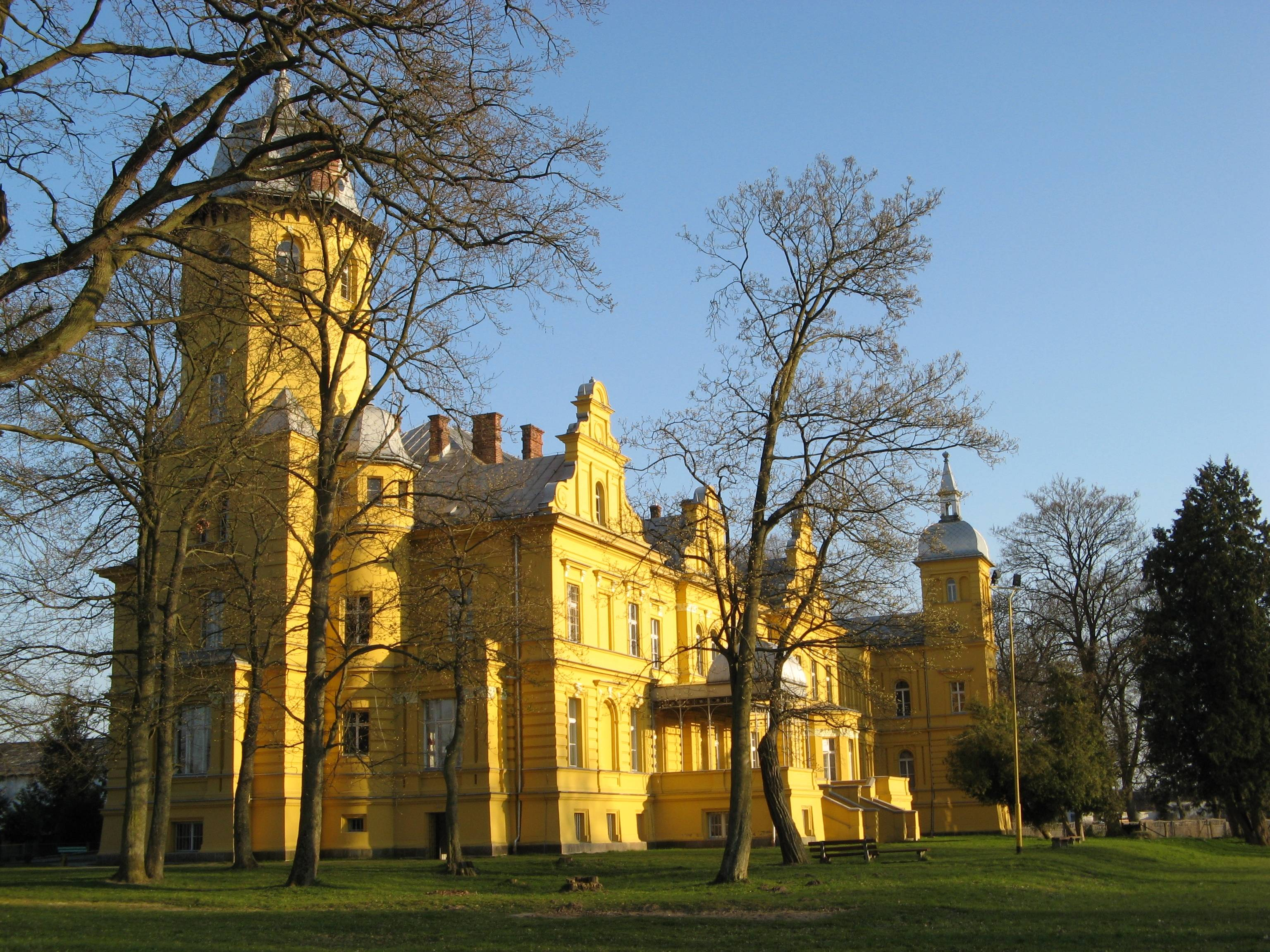
Schloss Stuchow, 2010

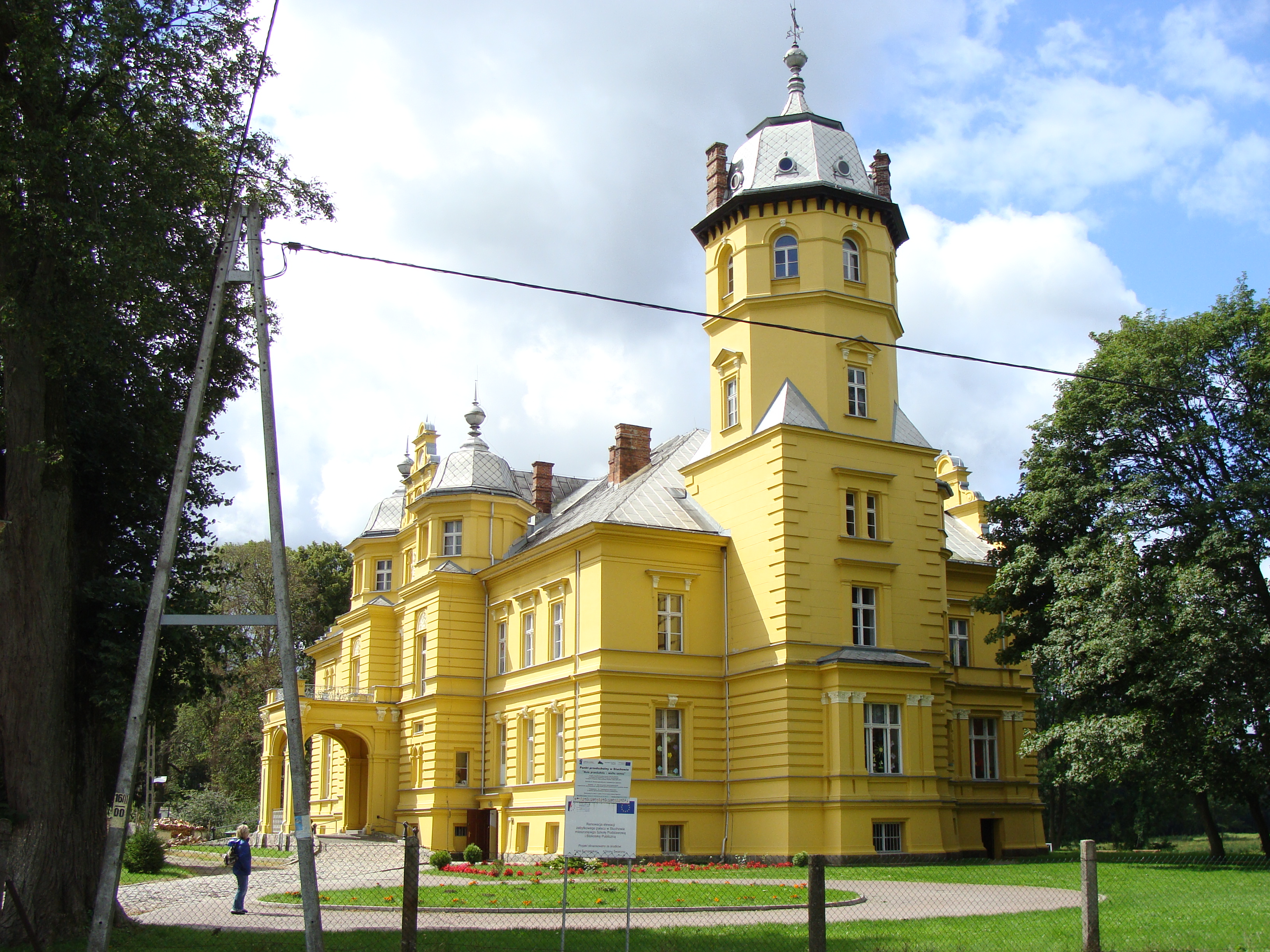
Schloss Stuchow, 2011

Schloss Stuchow (polnisch Pałac w Stuchowie) befindet sich in Stuchowo in der Gemeinde Świerzno (Schwiersen) in der Woiwodschaft Westpommern in Polen. Vormals gehörte die Region zum Landkreis Cammin i. Pom., Provinz Pommern.
Stuchow war seit Ende des 15. Jahrhunderts in Besitz des pommerschen Adelsgeschlechts derer von Ploetz. Die Familie bildete eine eigene Familienlinie Stuchow heraus, als jüngere Stammeltern gelten Karl von Ploetz (1799–1872) und seine Frau Friederike von Owstin. Zu Stuchow gehörten weitere Güter in der Region. Die Familie stiftete frühzeitig zur Erbregelung einen Familienfideikommiss. Fideikommissherren waren unter anderem der Rittmeister Leo von Ploetz (1848–1915), er war auch Rechtsritter des Johanniterordens. 1914 führte die besagte Stiftung den Namen Leo von Ploetz`sches Fideikommiss, benannt nach dem gleichnamigen Kammerherrn und Rittmeister, und Paul von Ploetz mit damaligen Wohnsitz in Coblenz. Um 1939 gehörte zum Rittergut Stuchow mit Schloss etwa 778 ha Land, des Weiteren Teil des Besitzes das Rittergut Staarz mit 805 ha, Eigentümer war Henning von Ploetz (1881–1952), Verwalter Diplomlandwirt Paul Pöhlmann. Die Familie von Ploetz besaß Stuchow mindestens bis 1942, nach der genealogischen Fachliteratur bis zur Enteignung 1945.
In Stuchow wuchsen auch Leo von Ploetz’ Kinder auf: Neben dem ältesten Sohn und Fideikommisserben Henning von Ploetz die Tochter Margot von Ploetz, sie war mit Leon von Guaita verheiratet. Ihre jüngere Schwester Mira (Marie Lully) von Ploetz (1889–1955) heiratete 1913 den Standesherrn Malte zu Putbus, der im Februar 1945 im KZ Sachsenhausen starb. Die Schwester Carola von Ploetz (1880–1971) heiratete den Gutsbesitzer und Reichstagsabgeordneten Karl von Flemming. Der jüngere Bruder der Vorgenannten, Claus (Klaus) von Ploetz (1889–1967), übernahm das Wasserschloss Quilow samt Rittergut in Vorpommern, das 1858 als Erbe der Familie von Owstin an die Stuchower Ploetze gefallen war.
Das Schloss wurde zwischen 1880 und 1888 von Leo Karl Friedrich Wilhelm von Ploetz in eklektischer Bauweise errichtet. Die Vorderfront des zweistöckigen Gebäudes hat in der Mitte einen etwas höheren dreiachsigen Pseudorisalit, flankiert von zwei stark hervortretenden niedrigen Türmchen. An der Nordseite des Gebäudes befindet sich ein massiver Turm mit Kuppelhaube.
Seit den 1960ern wird das Gebäude als Grundschule genutzt. Im Südflügel befinden sich eine Bibliothek, ein Ausstellungssaal und das Fremdenverkehrsamt der Gemeinde Świerzno.
Der Schlosspark gehört wegen seines alten Baumbestands zu den wertvollsten Parks in Westpommern. Bemerkenswert sind eine Weißpappel mit einem Stammumfang von 568 cm und eine Sitka-Fichte mit einem Stammumfang von 180 cm.